# Emil Abderhalden

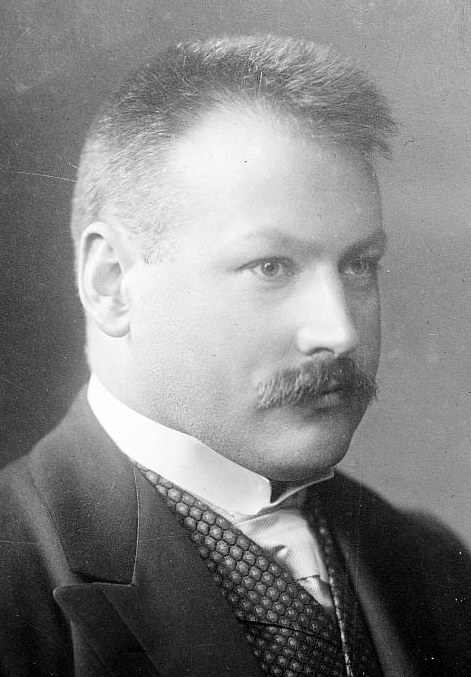
Emil Abderhalden

Emil Abderhalden (* 9. März 1877 in Oberuzwil; † 5. August 1950 in Zürich) war ein Schweizer Physiologe und Physiologischer Chemiker, Mitbegründer der Proteinbiochemie und Präsident der Leopoldina.

## Biografie
Emil Abderhalden war der Sohn des Volksschullehrers Nikolaus Abderhalden und studierte ab 1895 Medizin an der Universität Basel, wo er 1901 sein Studium mit dem Staatsexamen abschloss und 1902 zum Dr. med. promoviert wurde. Sein Doktorvater Gustav von Bunge prägte ihn sowohl in wissenschaftlicher als auch in sozialer Hinsicht und vermittelte ihn, trotz wissenschaftlicher Differenzen, 1902 als Assistenten zum späteren Nobelpreisträger Emil Fischer an die Universität Berlin, wo sich Abderhalden 1904 bei Wilhelm Engelmann habilitierte.
Ab 1908 war Abderhalden Professor für Physiologie an der Tierärztlichen Hochschule Berlin. Im selben Jahr noch betraute man ihn mit der Leitung des Physiologischen Instituts der Hochschule. 1911 bis 1945 lehrte Abderhalden physiologische Chemie und Physiologie an der Universität Halle. 1912 wurde er zum Mitglied der Gelehrtenakademie Leopoldina gewählt. Im Jahr 1914 erhielt er die Cothenius-Medaille der Leopoldina.
Chemikern ist Abderhalden durch die Entwicklung der Trockenpistole bekannt, einer Apparatur, mit der eine Substanz intensiv getrocknet werden kann, um sie zu charakterisieren, z. B. durch Elementaranalyse. Allerdings ist die Namensgebung nach Abderhalden auf eine Falschzitation bzw. -interpretation zurückzuführen, da in Band 2 des Houben-Weyl von 1911, die Trockenpistole als „Von A. Brahm und J. Wetzel ist in Aberhaldens Buch (Handbuch der biochemischen Arbeitsmethoden. Berlin 1910) ein Vakuumtrockenapparat zuerst beschrieben  “ erstmalig beschrieben wird.
Im Ersten Weltkrieg kam Abderhalden durch das Stellvertretende Generalkommando des Heeres in Magdeburg zur Koordination der Transporte von Verwundeten. Dafür wurde er mit dem Eisernen Kreuz am weißen Bande ausgezeichnet. 1915 war er der Gründer des Bundes zur Erhaltung und Mehrung der deutschen Volkskraft.

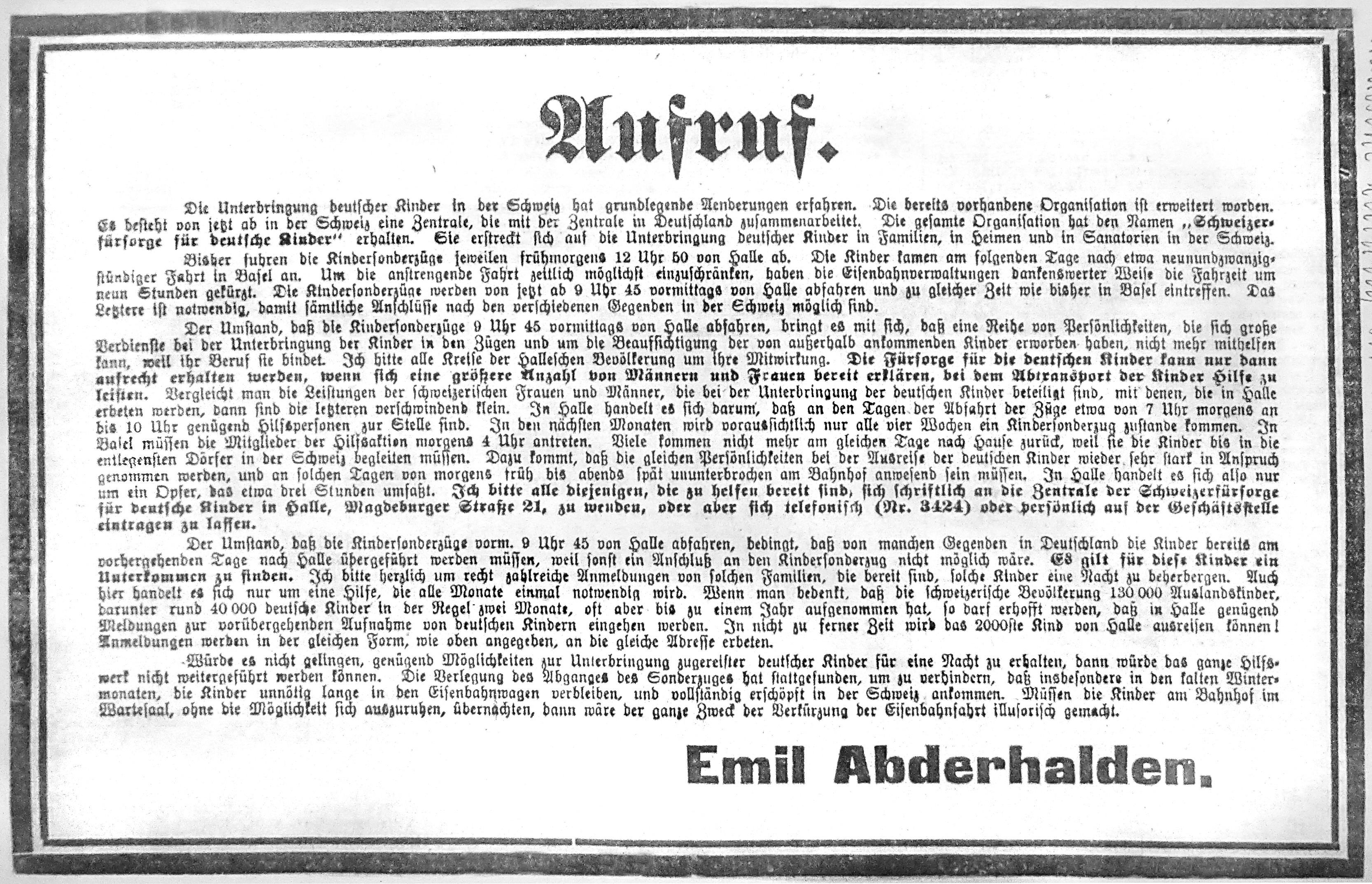
Aufruf Abderhaldens im Rahmen der Kindertransporte in die Schweiz nach dem Ersten Weltkrieg

Diese Organisation diente vor allem der Sicherung der Ernährung im Ersten Weltkrieg.
In den Jahren 1919 bis 1923 organisierte Abderhalden für etwa 100.000 unterernährte, teils tuberkulöse Kinder Ferienaufenthalte in der Schweiz. Während der Inflationszeit ließ er Volksküchen, Lese- und Wärmestuben für mittellose Hallenser einrichten. Durch Abderhalden entstanden 1675 Kleingärten in Halle (Saale).
Ab 1919 war Abderhalden für die liberale DDP Mitglied in der verfassunggebenden preußischen Landesversammlung.
1932 wählte ihn das Präsidium der Leopoldina zu ihrem 20. Präsidenten. Dieses Amt hatte Abderhalden offiziell bis 1950 inne, wurde aber ab 1945 von seinem Nachfolger Otto Schlüter vertreten. Als deren Präsident begrenzte Abderhalden die Instrumentalisierung der Leopoldina durch den Nationalsozialismus und wurde, weil überdurchschnittlich viele jüdische Assistenten in seinem Institut angestellt waren, bereits im Jahr 1932 von nationalsozialistischen Studenten angegriffen.
Nach der Machtergreifung durch die Nationalsozialisten trat Abderhalden 1934 dem Nationalsozialistischen Lehrerbund bei, einem der Parteigliederung der NSDAP angeschlossenen Verband, und setzte sich auch öffentlich für die „neue Gesundheitspolitik“ der Nationalsozialisten ein. Nachdem er zur Zeit der Weimarer Republik bereits Sterilisationen von Erbkranken gefordert hatte, begrüßte er das nationalsozialistische Gesetz zur Zwangssterilisation.
Am 23. Juni 1945 wurde Abderhalden beim Abzug der Amerikaner mit zahlreichen Wissenschaftlern der Region zwangsweise nach dem Westen deportiert, um ihr Potenzial nicht den nachrückenden Sowjets zu überlassen (da Abderhalden mit der Leitung beauftragt wurde, firmiert diese Zwangsevakuierung in der Literatur als Abderhalden-Transport). Er ging dann in sein Heimatland, die Schweiz. In den Jahren 1946 bis 1947 lehrte er als Professor für Physiologische Chemie am Lehrstuhl für Physiologische Chemie an der Universität Zürich. Da inzwischen seine Familie ebenfalls in Zürich weilte, lehnte er im Oktober 1947 einen Ruf an die Universität Halle ab, wo ein Jahr später sein Schüler Horst Hanson zu seinem Nachfolger ernannt wurde. Abderhalden starb 1950 in Zürich und wurde auf dem Friedhof Fluntern beigesetzt. Seine Grabstätte ist aufgelassen.
Emil Abderhaldens Sohn Rudolf Abderhalden war ebenfalls ein bekannter Physiologe. Mit seiner Frau Margarete, geb. Bart, hatte er vier weitere Kinder.

## Wissenschaftliches Wirken
Abderhaldens Arbeitsgebiete waren Eiweißchemie, Ernährung und Stoffwechsel.
Abderhalden promovierte 1902 mit einer Arbeit über den Einfluss der Höhenluft auf die Zusammensetzung des Blutes. Seine erste Veröffentlichung war bereits 1897 erschienen (Z. Biol. 1897, 12, 191). Seine Habilitation befasste sich mit „Abbau und Aufbau der Eiweisskörper im tierischen Organismus“. Abderhalden beschäftigte sich unter anderem mit der enzymatischen (damals fermentativ genannten) Spaltung von Polypeptiden.
Er beschrieb eine Cystinspeicherkrankheit und erlangte mit seinem Konzept der „Abwehrfermente“ (zunächst „Schutzfermente“ des tierischen Organismus, 1912) kurzzeitigen, aber trügerischen Ruhm. Abderhalden glaubte 1912, bei Antikörpern eine zusätzliche enzymatische Reaktion nachweisen zu können. Der Nachweis war mit den damaligen Analysemethoden schwierig, weshalb Abderhalden lange an seiner Hypothese festhielt – auch als sie längst widerlegt war. Erster Kritiker war der Biochemiker Leonor Michaelis. Eine vernichtende Kritik der Anwendung der „Abderhalden-Reaktion“ (genannt auch Abderhaldensche Serumreaktion und kurz Abderhaldensche Reaktion, zu deren Durchführung Pregl Kollodiumdialysatoren empfahl, die dann von Georg Haas zur 1915 bis 1923 erfolgten Entwicklung der ersten erfolgreichen Hämodialyse am Menschen eingesetzt wurden) als Schwangerschaftstest wurde 1915 publiziert: „… die individuelle Variation der Sera von Schwangeren und Nichtschwangeren lassen die Resultate beider so vollends überlappen, dass die Reaktion, selbst mit quantitativen Techniken völlig unterschiedslos für eine positive oder negative Schwangerschaftsdiagnose verläuft.“
Abderhalden, der als fähiger Lehrer galt, publizierte mehrere Lehrbücher. Von 1920 bis 1939 erschien sein Handbuch der biologischen Arbeitsmethoden mit mehr als 100 Bänden.
Zur Zeit des Nationalsozialismus beschäftigte er sich mit als kriegswichtig eingestuften Forschungen über Ersatzstoffe (wie eine Rasierseife ohne Fettanteil, einen Kaffee-Ersatz und Tierfutter aus Fischmehl). Dafür wurde er 1944 mit dem Kriegsverdienstkreuz 2. Klasse ausgezeichnet.

## Unterstützung durch die Kaiser-Wilhelm-Gesellschaft
Die Kaiser-Wilhelm-Gesellschaft (KWG) plante, ein Kaiser-Wilhelm-Institut für Physiologie zu errichten, als Direktor war Emil Abderhalden vorgesehen; der Beschluss zur Gründung wurde 1914 gefasst, aber letztlich nie verwirklicht. Standort des Instituts sollte Berlin-Dahlem sein. In der Folge wurde die Forschung Abderhaldens bis zum Jahr 1944 finanziell von der KWG unterstützt. Formell befand sich das Institut am Physiologischen Institut der Universität Halle/Saale, wo auch Abderhalden wirkte.
Im Januar 1912 rief der preußische Kultusminister August von Trott zu Solz ein „Beratungsgremium für die geplanten biologischen Institute der Kaiser-Wilhelm-Gesellschaft ein“. Das Gremium empfahl unter anderem die Gründung eines Instituts für allgemeine Physiologie. Im März 1914 beschloss der Senat der KWG die Gründung eines „Kaiser-Wilhelm-Instituts für Physiologie“ mit Emil Abderhalden als Direktor. Das Institut sollte in Verbindung mit dem ebenfalls beschlossenen KWI für Hirnforschung errichtet werden, das Oskar Vogt leiten sollte. Wegen des Ausbruchs des Ersten Weltkrieges wurden die Planungen jedoch zurückgestellt.
Im Januar 1916 erhielt Abderhalden 6.000 Mark für die Ausbildung von Assistenten des zukünftigen Instituts. Ab Mai 1917 erhielt Abderhalden auf Antrag jährlich bis zu 10.000 Mark Fördermittel für seine Forschungen, ab Juni 1919 wurde der Jahresetat für Abderhalden auf 20.000 Mark erhöht. In den Tätigkeitsberichten für die Kaiser-Wilhelm-Gesellschaft erschien Abderhalden als „Direktor des Physiologischen Instituts“, bis zu sechs Assistenten wurden aus KWG-Mitteln finanziert. Abderhalden wurde jedoch nicht zum „Wissenschaftlichen Mitglied“ der KWG ernannt. Mitte 1929 stellt die Kaiser-Wilhelm-Gesellschaft ihre Finanzierung des nur projektierten Instituts aus Etatmitteln ab dem Jahr 1930 ein. Abderhalden erhielt jedoch weiter eine finanzielle Unterstützung von 11.257 Mark jährlich bis 1944. Er hatte wegen des geplanten Instituts mehrere Berufungen abgesagt.

## Kritik

### Mangelhafte Methodik
1998 erschien eine Studie im Wissenschaftsjournal Nature, die ausführt, dass grosse Teile von Abderhaldens Arbeiten, und zwar die „Abwehrfermente“-Theorie und auf ihr basierende „Erkenntnisse“, wissenschaftlich nie belegbar waren, dass jedoch grosse Teile des wissenschaftlichen Establishments im Deutschen Reich aufgrund von Abderhaldens Reputation nicht gewagt hätten, diese zum Teil durch Fälschungen „belegten“ Theorien zu kritisieren oder sich gar durch Manipulation von Forschungsergebnissen zu Komplizen machten. Von Abderhalden und seinen Schülern wurden Experimente, die seine Thesen belegen sollten, so oft wiederholt, bis sich scheinbar (durch Antikörper und nicht etwa durch die nichtexistenten „Abwehrfermente“ – Proteasen – verursachte Immunpräzipitation) positive Ergebnisse zeigten; die Ergebnisse der negativ verlaufenen Versuche wurden verworfen.
Die Wissenschaftshistoriker Michael und Joachim Kaasch wiesen demgegenüber darauf hin, dass kein Fälschungsvorsatz nachweisbar ist, weshalb sich „auch andere Erklärungsmuster, vom Verharren in einem experimentellen Zirkelschluss, der durch methodische ‚Verbesserungen‘ immer wieder erneuert wurde, bis hin zu psychologischen Deutungen“ anbieten würden.
Die Studie in Nature behauptet, die Kritik des Biochemiker Leonor Michaelis an Abderhaldens „Schwangerschaftstest“ habe das Ende seiner wissenschaftlichen Karriere markiert. Dass Abderhalden Michaelis im Jahr 1922 persönlich zur Aufnahme in die Leopoldina vorschlug, spricht allerdings gegen eine persönliche Einflussnahme.

### Fehlende Abgrenzung zur nationalsozialistischen Rassentheorie
Unter seiner Präsidentschaft wurden wichtige „Rassenhygieniker“ in die Leopoldina aufgenommen, wie in anderen Akademien auch, allerdings nur zum Teil auf Abderhaldens Vorschlag, nachweisbar in den Matrikelmappen der Leopoldina. Es handelte sich um damals wissenschaftlich anerkannte Genetiker und Anthropologen; der „Rassenpapst“ oder „Rassengünther“ Hans F. K. Günther kam hingegen nicht einmal in Vorschlag.
1939 hat Abderhalden in der Akademiepublikation Nova Acta Leopoldina einen Beitrag zu Rasse und Vererbung vom Standpunkt der Feinstruktur von blut- und zelleigenen Eiweißstoffen aus betrachtet veröffentlicht, in dem er unter anderem behauptete, dass die Eiweissstoffe des Gewebes und Blutes Rassenmerkmale enthielten: „Es zeigte sich, daß die einzelnen Rassen mittels der A. R. [Abderhalden-Reaktion, bezogen auf die sogenannten Abwehrfermente] scharf unterschieden werden konnten. Es kam in keinem einzigen Fall zu einer Fehldiagnose bei der Frage der Zugehörigkeit eines bestimmten Tieres zu einer bestimmten Rasse [untersucht wurden Schweine- und Schafrassen (daneben auch Varietäten von genetischen Versuchspflanzen)].“ Obwohl in der Abhandlung nichts explizit über Menschenrassen ausgesagt ist, wurde seine Methode in der Eugenik und NS-Rassenforschung aufgegriffen. Das ist belegt durch ausführliche Rezensionen in den Zeitschriften Erbarzt (durch den führenden Vertreter der nationalsozialistischen Rassentheorie von Verschuer) und im Archiv für Rassen- und Gesellschaftsbiologie (mit Hinweisen auf die angebliche Bedeutung der Methode für die Zwillingsforschung) bis zur konkreten Erprobung der Methode durch von Verschuer.
Abderhalden hatte sich 1940 hinsichtlich der biologischen Zwillingsforschung, einer klassischen Domäne der Genetik damals wie heute, an von Verschuer gewandt, „wobei Abderhalden Verschuer offenbar aufforderte, doch auch bei Zwillingen den Ausfall der Abwehrferment-Reaktion zu untersuchen. Verschuer lehnte aber ab, weil es sehr schwer sei, an Blutproben zu gelangen: Dies gehe ohne das gutwillige Entgegenkommen der Blutspender nicht, und man dürfe niemanden verschrecken. Zwillingsuntersuchungen müßten bis nach dem Kriege warten.“
Ab 1943 wurden – im Widerspruch zu Verschuers Aussage von 1940 – auch Blutproben von Zwillingen und Sippen aus dem Konzentrationslager Auschwitz durch von Verschuers Mitarbeiter zur Untersuchung herangezogen („Von über 200 Menschen verschiedenster Rassen, Zwillingspaaren und einigen Sippen sind die Plasma-Substrate hergestellt.“)
In einem Zwischenbericht aus dem Kaiser-Wilhelm-Institut für Anthropologie, Forschungshalbjahr 1. Oktober 1943 bis 31. März 1944, resümierte von Verschuer: „Bei der Erprobung der Methode haben sich erneute Schwierigkeiten herausgestellt, die im Einvernehmen mit Geheimrat Abderhalden, Halle, behoben worden sind. Serien von Kaninchen wurden durchgeprüft, um für den Versuch geeignete, von Spontan-Fermenten freie Tiere ausfindig zu machen. Als Mitarbeiter in diesen Forschungszweig ist mein Assistent Dr. med. et Dr. phil. Mengele eingetreten. Er ist als Hauptsturmführer und Lagerarzt im Konzentrationslager Auschwitz eingesetzt. Mit Genehmigung des Reichsführers SS werden anthropologische Untersuchungen an den verschiedensten Rassengruppen dieses Konzentrationslagers durchgeführt und die Blutproben zur Bearbeitung an mein Laboratorium geschickt.“ Es gibt keine Hinweise, dass Abderhalden von diesem Bericht Kenntnis hatte. Die Erprobung der Methode führte eine Laborantin von Otmar von Verschuer in Halle durch.

### Erfüllungsgehilfe nationalsozialistischer Hochschulpolitik
1934 unterschrieb Abderhalden den Wahlaufruf Deutsche Wissenschaftler hinter Adolf Hitler im Völkischen Beobachter. Nachdem Abderhalden eine Weisung an das Kartell der deutschen Akademien (dem die Leopoldina nicht angehörte) zum Ausschluss aller jüdischen Mitglieder bekannt geworden war, sorgte er für einen Präsidiumsbeschluss zur Streichung aller jüdischen Mitglieder auch in der Leopoldina, mit der Begründung in der Vorstandssitzung vom 23. November 1938: „Es soll nicht zugewartet werden, bis ein entsprechender Befehl kommt. Eine Mitteilung ergeht an die betreffenden Mitglieder nicht.“ Die Streichungen erfolgten mit Bleistift in den dickleibigen Matrikelbüchern des Archivs, die betreffenden Karteikarten wurden aus der Mitgliederkartei aussortiert und in einer separaten Kartei hinter einem Vorhang versteckt, bei mehr als der Hälfte sogar, ohne darauf etwas zum Ausschluss zu vermerken. Diese Karteikarten wurden am 9. Mai 1945, einen Tag nach der Kapitulation Deutschlands, wieder in die Mitgliederkartei einsortiert. Die Streichung bzw. das Aussortieren der Karteikarten betraf allerdings nicht alle, von deren jüdischer Abstammung man wusste; über die Gründe für die Ausnahmen kann nur gerätselt werden. Viel früher allerdings (1933) wurde schon Albert Einstein ausgeschlossen, vermutlich wegen seines Austritts aus den deutschen Akademien. Während die Öffentlichkeit über die Vorgänge nicht unterrichtet wurde und nach 1937 vorsätzlich auch keine Mitgliederverzeichnisse mehr publiziert wurden, meldete Abderhalden am 7. Dezember 1938 dem Gauleiter in Halle und Minister Rust in Berlin „dass unserer Akademie nur Persönlichkeiten angehören, die keine Juden sind.“ [(was allerdings nachweislich nicht stimmte)] „…in früheren Zeiten gewählte Mitglieder jüdischer Abstammung [sind] ausgemerzt worden, sodass schon seit einiger Zeit die Zusammensetzung des Mitgliederbestandes unserer Akademie in vollem Einklang mit den Erfordernissen der Zeit steht.“ Ob es sich hierbei um vorauseilenden Gehorsam oder um eine Schutzbehauptung handelt, wird unterschiedlich gesehen (siehe ausführlicher Leopoldina, Kapitel Drittes Reich und Zweiter Weltkrieg). Den jüdischen Mitgliedern, die von ihrer Streichung resp. dem Aussortieren ihrer Karteikarten nichts erfuhren, wurde (einem weiteren Präsidiumsbeschluss zufolge) die Zeitschrift der Akademie weiterhin zugeschickt, sodass sie von den Vorgängen angesichts der Entwicklungen in Deutschland, insbesondere an den anderen deutschen Akademien, nicht einmal etwas ahnen konnten. Die Leopoldina blieb durch Abderhaldens geschicktes Taktieren die einzige deutsche Akademie und wissenschaftliche Gesellschaft, die ihre jüdischen Mitglieder nicht in der Öffentlichkeit durch Ausschluss diskriminierte. Sechs der Ausgeschlossenen kamen in Konzentrationslagern ums Leben.

## Ehrungen

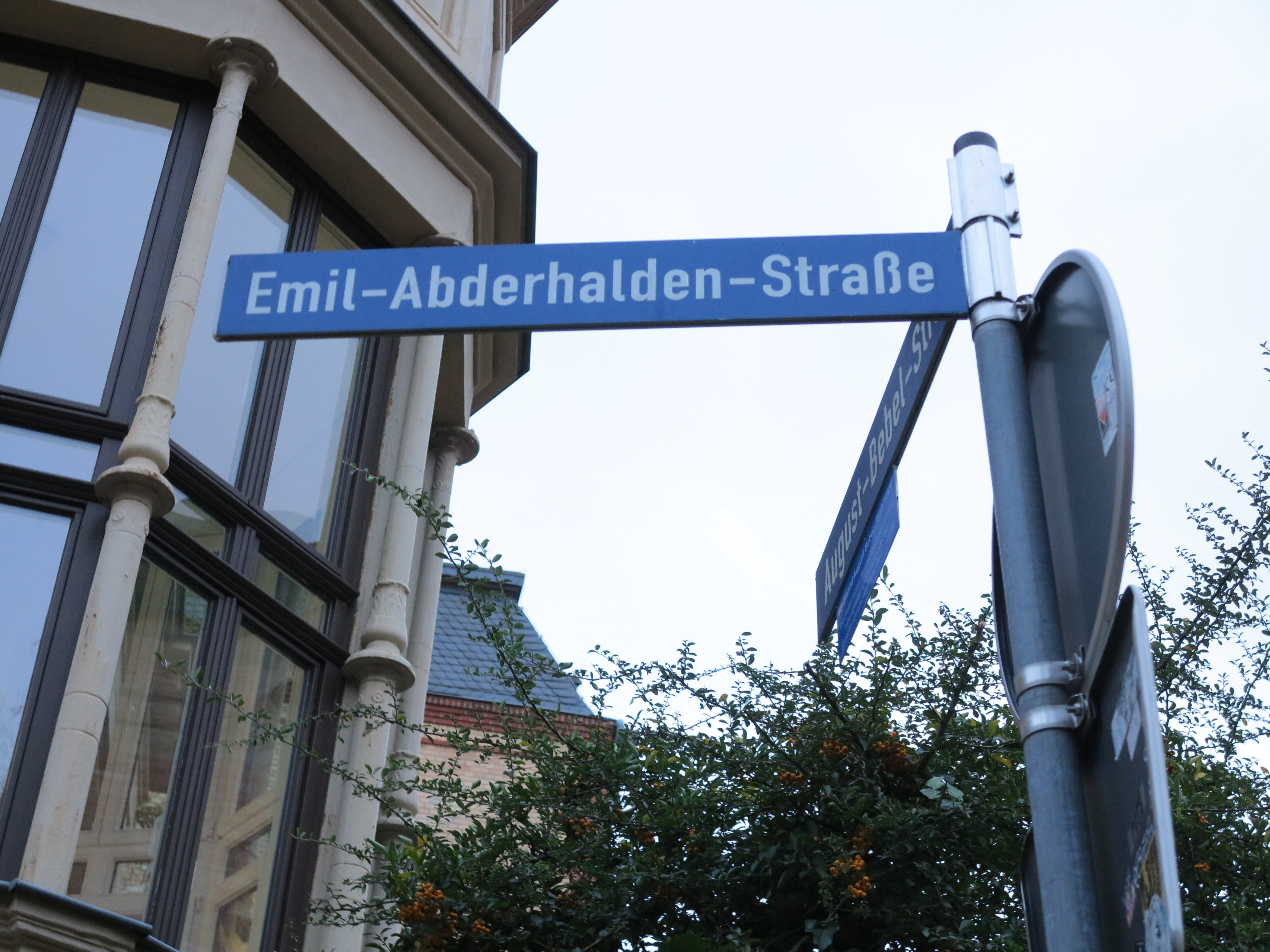
Emil-Abderhalden-Straße in Halle

1953 wurde in Halle (Saale) eine Straße nach Abderhalden benannt, die bis heute seinen Namen trägt.
Im November 2010 beantragte die Fraktion Bündnis 90/Die Grünen im Stadtrat eine Umbenennung. Im Oktober 2013 forderten ca. 30 Professoren der Universität Halle-Wittenberg zur Umbenennung auf, da 2015 zahlreiche Universitätsinstitute in das an der Emil-Abderhalden-Straße gelegene neue „Geistes- und Sozialwissenschaftliche Zentrum“ (GSZ) umziehen sollten. Während der Stadtrat seinen Beschluss bis zur Veröffentlichung einer wissenschaftlichen Studie zur Geschichte der Leopoldina vertagte, wurde eine Zusammenfassung daraus bereits publiziert. Der Verein Zeit-Geschichte(n) e. V. Halle hat in ein Online-Forum zur öffentlichen Diskussion eingerichtet.
Die fünfjährige Diskussion fand am 25. November 2015 dadurch ihren Abschluss, dass der Stadtrat von Halle mit großer Mehrheit beschloss, den Straßennamen beizubehalten. Universität und Kulturausschuss der Stadt hatten sich inzwischen auf Grund der Forschungen von Rüdiger vom Bruch gegen eine Umbenennung der Straße ausgesprochen. Die Nationale Akademie der Wissenschaften Leopoldina hielt sich in dieser Frage zurück. Auf ihrer Internetseite unter „Mitglieder seit 1652“ wurde in der Kurzvita von Abderhalden der „Präsidiumsbeschluss zur Streichung aller jüdischen Mitglieder“ veröffentlicht, ebenso der entsprechende Brief Abderhaldens vom 7. Dezember 1938 an Gauleiter und Minister. Beide werden nach aktuellen Forschungsergebnissen von W. Berg als „Schutzbehauptung anstelle von vorauseilendem Gehorsam“ angesehen. (Vgl. dazu auch die betr. Abschnitte auf den Diskussionsseiten.) Abderhalden ließ die Karteikarten der betroffenen jüdischen Mitglieder aussortieren und verstecken, ohne sie ungültig zu machen, weshalb das am 9. Mai 1945 stillschweigend wieder rückgängig gemacht werden konnte. In diesem Sinn wird weiter argumentiert, dass die Leopoldina durch die „taktischen Winkelzüge“ Abderhaldens die einzige deutsche Akademie und wissenschaftliche Gesellschaft gewesen sei, die jüdische Mitglieder nicht in der Öffentlichkeit durch Ausschluss diskriminierte.
Der 1990 an der Thüringer Landessternwarte Tautenburg entdeckte Asteroid (15262) Abderhalden wurde zudem nach ihm benannt.

## Schriften (Auswahl)
- als Hrsg.: Handbuch der biochemischen Arbeitsmethoden. Berlin 1910.
- als Hrsg. mit anderen: Biochemisches Handlexikon. Berlin 1911–1913.
- Schutzfermente des tierischen Organismus gegen körper-, blutplasma- und zellfremde Stoffe. Berlin 1912.
- Lehrbuch der physiologischen Chemie. 1914/1915.
- Die Erhaltung der deutschen Volkskraft. 1915.
- Bund zur Erhaltung und Mehrung der deutschen Volkskraft, sein Zweck, seine bisherige Tätigkeit und seine Ziele. Knapp, Halle 1916.
- Das Recht auf Gesundheit und die Pflicht, sie zu erhalten, die Grundbedingung für das Wohlergehen von Person, Volk, Staat und der gesamten Nationen. Leipzig 1921.
- als Hrsg.: Handbuch der biologischen Arbeitsmethoden. 107 Bände, Berlin/Wien 1920–1939.
- als Hrsg.: Ethik. 1925–1938 (Zeitschrift).
- Gedanken eines Biologen zur Schaffung einer Völkergemeinschaft und eines dauerhaften Friedens. Zürich 1947.
- Die innere Sekretion. In: Ciba-Zeitschrift. (Basel) März 1951, S. 4535–4594.
- Die Hormone. Springer, 1952.